# Навигационная цепочка
Навигационная цепочка (дублирующее меню, «хлебные крошки», «сухари», англ. Breadcrumbs) — элемент интерфейса в компьютерных системах — программах, веб-сайтах и т. п., — показывающий путь от некоего начального элемента (корня файловой системы, главной страницы сайта и т. п.) до того уровня иерархии, который в данный момент просматривает пользователь (рабочий каталог в файловом менеджере, открытая в данный момент веб-страница и т. п.).
Название «хлебные крошки» является отсылкой к немецкой сказке «Гензель и Гретель», в которой дети, когда их завели в лес во второй раз, не смогли найти обратную дорогу, так как на этот раз вместо маленьких камешков они оставляли за собой хлебные крошки, впоследствии склёванные лесными птицами.
К примеру, в файловом менеджере навигационная цепочка может представлять собой полосу в верхней части программы примерно такого вида:
```
Имя диска:
 
→
 
Папка
 
→
 
Подпапка
 
→
 Текущая под-подпапка
```

Все элементы, кроме последнего, обычно являются ссылками на соответствующий уровень иерархии.